# Casa de Zápolya

Escudo de armas de la familia de Zápolya

La Casa de de Zápolya fue una familia aristrocrática húngara de gran importancia en los Siglos XV y XVI, cuyos miembros formaron el Principado de Transilvania luego de la derrota ante los turcos en 1526. Entre sus miembros más importantes destacan:
- Conde Nicolás de Zápolya (? – 1468). Obispo de la provincia de Transilvania.
- Conde  Emérico de Zápolya  (? – 1487). Hermano menor del anterior. Nádor de Hungría (1486–1487). Regente de Croacia y Eslavonia.
- Conde  Esteban de Zápolya  (? – 1499). Hermano menor del anterior. Nádor de Hungría (1492–1499). Gobernador de la provincia húngara de Szepes. Regente de Silesia (1474–1481).
- Conde  Jorge de Zápolya  (1488–1526). Hijo del anterior. Noble húngaro, condujo sus ejércitos contra turcos y murió en la Batalla de Mohács en 1526.
- Conde Juan de Zápolya (1487–1540). Hermano del anterior. Voivoda de Transilvania y desde 1526 hasta su muerte rey de Hungría como Juan I.
- Condesa  Bárbara de Zápolya  (1495–1515). Hermana de Juan de Zápolya. Esposa del rey polaco Segismundo I Jagellón el Viejo.
- Conde Juan Segismundo de Zápolya (1540–1571). Hijo de Juan de Zápolya. Desde 1540 rey de Hungría y primer Príncipe de Transilvania (1559–1571).

Con la muerte de Juan Segismundo desaparece la familia.